# Fás legelő, fás kaszáló, legelőerdő
A fás legelők, fás kaszálók, legelőerdők (dél-dunántúli tájszóval gyóták) emberi használattal, legeltetéssel és/vagy kaszálással kialakított, fás-gyepes élőhelyek. Életközösségükben különleges átmenetet képeznek a fátlan gyepek és a zárt erdőtársulások között. Ezek mesterséges élőhelyek, ha a hagyományos legeltetés/kaszálás megszűnik területükön, a szukcesszió révén lassan zonális erdővé alakulnak.
A legeltetéssel kialakított fás legelőkön a gyep mellett az eredeti erdő ligetesen, távol álló fái is jelen vannak. A magánosan álló fáknak nem kell a fényért versengeniük, ezért alacsonyan elágazók, ágaik vaskosak, koronájuk terebélyes. A fás kaszálók ehhez hasonlóak, de a legeltetés megszűntével kaszálással tartják fent. Ha a fák borítása meghaladja a 25 százalékot, legelőerdőről van szó.
Magyarországon a fás legelők többsége az alföldi vagy a medenceperemi nagy folyók mentén, azok hullámtereiben vagy a korábbi ártereken jött létre, de léteznek homoki, dombvidéki és középhegységi fáslegelők is. Számuk az intenzív gazdálkodási formák terjedésével egyre csökken. Az élőhely tipikus idős fái: tölgyek, gyertyán, bükk, vadkörte, mezei juhar, magyar kőris, fehér fűz.
A veszélyeztetett élőlények közé tartozó, az elhalt faanyaghoz kötődő (szaproxilofág) bogarak egyik utolsó menedékét képezik (az extenzív művelésű gyümölcsösök mellett).

## Fás legelők Magyarországon

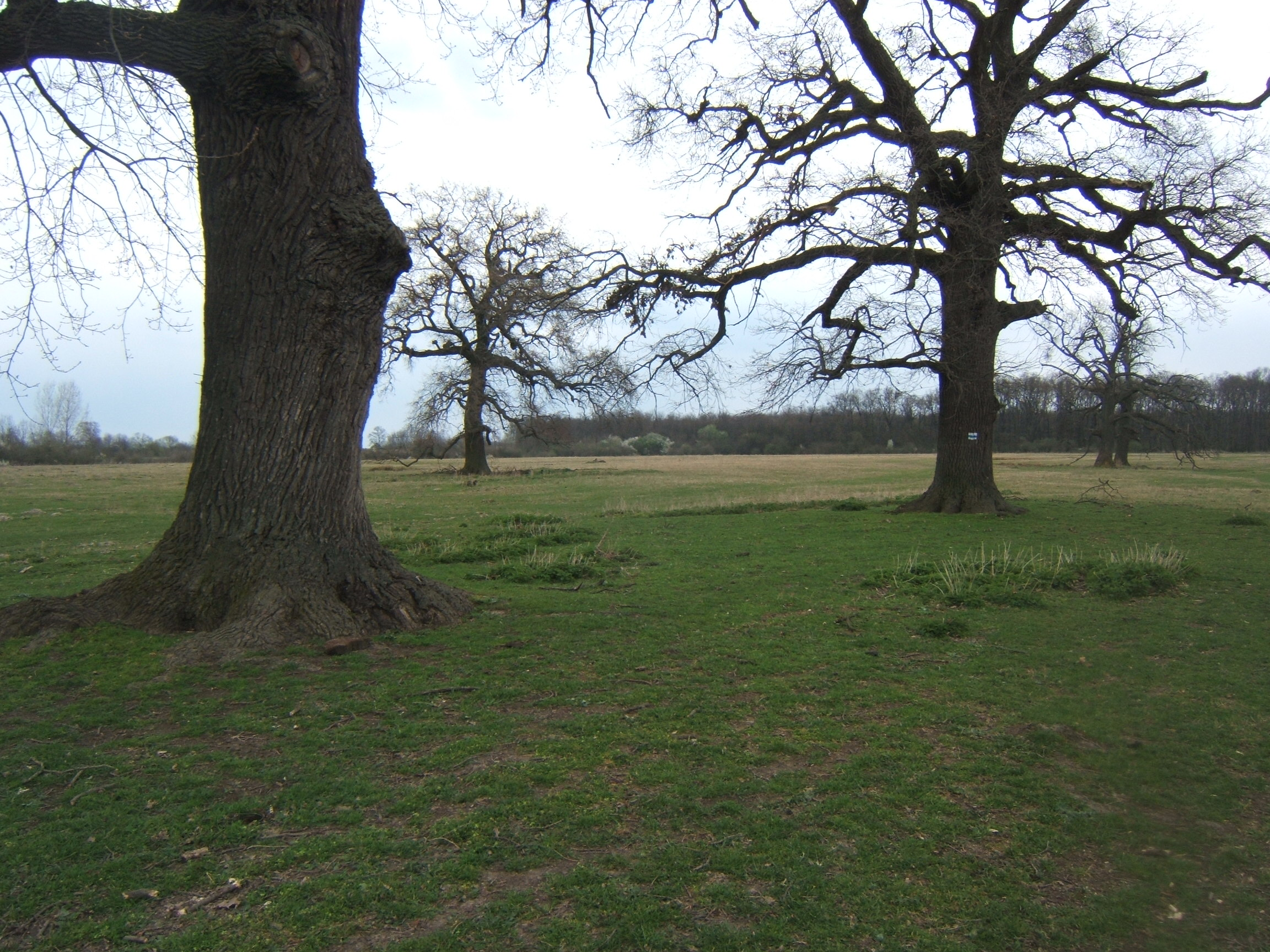
Diósviszlói fás legelő

- Csokonyvisontai Fás Legelő Természetvédelmi Terület
- Diósviszlói fás legelő
- Erdőbényei Fás Legelő Természetvédelmi Terület